# Uno-X Mobility (femminile)
L'Uno-X Pro Cycling Team è una squadra femminile norvegese di ciclismo su strada, attiva a livello UCI dal 2022; detiene licenza di UCI Women's WorldTeam, affiancando l'omonima formazione professionistica maschile Uno-X Pro Cycling Team.
La squadra ha sede a Ringerike, ed è sponsorizzata dalla catena di distributori di carburante Uno-X.

## Cronistoria

### Annuario
| Anno | Codice | Nome                   | Cat. | Biciclette | Dirigenza                                                           |
| ---- | ------ | ---------------------- | ---- | ---------- | ------------------------------------------------------------------- |
| 2022 | UXT    | Uno-X Pro Cycling Team | WTW  | DARE       | Manager:Jens Haugland Dir. sportivi: Lars Bak, Alexandra Greenfield |

## Palmarès
Aggiornato al 16 luglio 2022.

### Grandi Giri
- Giro d'Italia

Partecipazioni: 1 (2022)
Vittorie di tappa: 0
Vittorie finali: 0
Altre classifiche: 0
- Tour de France

Partecipazioni: 1 (2022)
Vittorie di tappa: 0
Vittorie finali: 0
Altre classifiche: 0

### Campionati nazionali
- Campionati britannici: 1

Cronometro: 2022 (Joscelin Lowden)
- Campionati finlandesi: 2

In linea: 2022 (Anniina Ahtosalo)
Cronometro: 2022 (Anniina Ahtosalo)

## Organico 2022
Aggiornato al 17 luglio 2022.

### Staff tecnico
|  | Naz.                     | Ruolo | Sportivo             |  |  |  |
|  | ------------------------ | ----- | -------------------- |  |  |  |
|  | Norvegia (bandiera)      | GM    | Jens Haugland        |  |  |  |
|  | Danimarca (bandiera)     | DS    | Lars Bak             |  |  |  |
|  | Gran Bretagna (bandiera) | DS    | Alexandra Greenfield |  |  |  |

### Rosa
|  | Naz.                     |  | Sportivo              | Anno |  |  |
|  | ------------------------ |  | --------------------- | ---- |  |  |
|  | Finlandia (bandiera)     |  | Anniina Ahtosalo      | 2003 |  |  |
|  | Norvegia (bandiera)      |  | Susanne Andersen      | 1998 |  |  |
|  | Gran Bretagna (bandiera) |  | Elinor Barker         | 1994 |  |  |
|  | Gran Bretagna (bandiera) |  | Hannah Barnes         | 1993 |  |  |
|  | Norvegia (bandiera)      |  | Marte Berg Edseth     | 1998 |  |  |
|  | Danimarca (bandiera)     |  | Rebecca Koerner       | 2000 |  |  |
|  | Danimarca (bandiera)     |  | Julie Leth            | 1992 |  |  |
|  | Gran Bretagna (bandiera) |  | Joscelin Lowden       | 1987 |  |  |
|  | Germania (bandiera)      |  | Hannah Ludwig         | 2000 |  |  |
|  | Danimarca (bandiera)     |  | Amalie Lutro          | 2000 |  |  |
|  | Svezia (bandiera)        |  | Wilma Olausson        | 2001 |  |  |
|  | Norvegia (bandiera)      |  | Mie Bjørndal Ottestad | 1997 |  |  |
|  | Norvegia (bandiera)      |  | Anne Dorthe Ysland    | 2002 |  |  |